# Passing Ships
Passing Ships ist das dreizehnte Musikalbum des Jazzpianisten Andrew Hill. Die Aufnahmen stammen vom November 1969, wurden aber erst 2001 von Michael Cuscuna wiederentdeckt und 2003 im neuen Mix und in limitierter 24-bit-Edition auf Blue Note Records veröffentlicht.

## Hintergrund
Andrew Hill spielte Passing Ships mit einer achtköpfigen Band, einem Oktett, ein, was aufgrund der komplexen Songstrukturen viel Zeit in Anspruch nahm: „Manche der Songs machten wir 45 oder 50 Mal. Wir spielten sie immer und immer wieder, bis wir ein Take komplett richtig hatten.“
Andrew Hills Plattenlabel Blue Note war einige Zeit zuvor von seinem Gründer Alfred Lion veräußert worden. Die neuen Eigentümer fanden das Album zu anspruchsvoll und hielten es kommerziell für wertlos. Damals war eher Fusion, ein Amalgam aus Jazz und Rockmusik im Trend. Die Mastertapes landeten im Archiv. Als 1974 der junge Produzent Michael Cuscuna im Auftrag von Blue Note deren Archiv durchstöbern und sortieren durfte, machte ihn Andrew Hill auch auf sein unveröffentlichtes Album aufmerksam. Cuscuna entdeckte ein zweispuriges Tape und hörte sich die ersten zwei Titel an, deren Soundqualität er als miserabel empfand (“It sounded like a train wreck.”).
Erst 2001 hakte Andrew Hill erneut nach. Bei der Recherche stellte sich heraus, dass es noch ein achtspuriges Mastertape gab. Michael Cuscuna hörte es sich an und war begeistert: „Das gehörte zum Besten, was Andrew jemals komponiert hatte.“ Nach entsprechender Restauration und Remastering kam Passing Ships 2003 als limitierte 24-bit-CD in den Handel. Für die begrenzte Auflage und die damit verbundene Zugänglichkeit der Musik wurde Blue Note Records seinerzeit von vielen Seiten kritisiert.

## Titelliste
Alle Kompositionen stammen von Andrew Hill. Die Aufnahmen sind vom 7. November (Titel 2, 5, 6) und 14. November 1969 (1, 3, 4, 7).
1. Sideways – 4:09
2. Passing Ships – 7:08
3. Plantation Bag – 8:32
4. Noon Tide – 9:49
5. The Brown Queen – 6:22
6. Cascade – 6:27
7. Yesterday's Tomorrow – 5:11

## Produktion
- Produzent und Fotograf: Francis Wolff
- Toningenieur: Rudy Van Gelder
- Cover-Design: Reid Miles
- Reissue-Produktion und Liner Notes: Michael Cuscuna

## Rezeption
Fred Kaplan von der New York Times lobte das Album in seiner Rezension als „Bestes Jazzalbum des Jahres 2003“. Passing Ships sei Andrew Hills komplexestes (“densest work”), aber auch zugänglichstes Album. Nach Ansicht von Kaplan, der das Album 2021 in Stereophile besprach, hatte Hill recht; das Album ist ein Meisterwerk. Als erstaunlich origineller Pianist und Komponist seiHill Anfang der 1960er-Jahre zu Blue Note gekommen und habe in starkem Maße zur Free-Jazz-Ära beigetragen. Point of Departure und Black Fire sind seine Klassiker, so der Autor, aber Passing Ships habe seinen Höhepunkt markiert: „eine Oktettsitzung aus dichten Akkorden und zugänglichen, frischen Melodien, wobei jeder seiner sieben Tracks eine eigene exotische Reise darstellt.“ „Man müsse sich die üppigen Klangfarben von Gil Evans vorstellen, kombiniert mit den heftigen Rhythmen von Charles Mingus und der dissonanten Präzision von Thelonious Monk, und man bekomme eine Vorstellung von den seltsamen Freuden der Musik“, schrieb Kaplan in The New York Times. Die Band pflüge diese knorrige Musik mit Gelassenheit durch. Hervorhebenswert seien die Beiträge von Joe Farrell, der als Saxophonist unterschätzt werde, doch dessen Soli mit wilder, freier Präzision durch die Gratwanderung von Struktur und Improvisation navigierten.
Germain Linares von All About Jazz bezeichnet die Musik in Anlehnung an das Motto von Blue Note Records als “the finest in jazz”.
Thom Jurek von Allmusic sah die Musik des Albums als ehrgeizig an und die ungewöhnliche Besetzung als für die damalige Zeit bemerkenswert. Es sei unbegreiflich, warum diese Ausgrabung nur als Sonderausgabe veröffentlicht werde; sie verdiene es vielmehr, Teil des allgemeinen Katalogs zu sein. Man soll sich Passing Ships schnell besorgen, riet er und bewertete das Album mit 4,5 (von fünf) Sternen.
Die Kritiker Richard Cook & Brian Morton verliehen dem Album in The Penguin Guide to Jazz lediglich drei Sterne (von vier); die Autoren hoben einzelne Stücke hervor wie „Plantation Bag“, mit einer „brillanten Funk-Figur, die durch Howard Johnsons Bassklarinette zusammengehalten werde, über der die Trompete und Farrells Sopran liegen; Farrell habe dann ein Solo auf dem Tenor und liefere eines der beeindruckenden Statements auf Platte“.
Hans-Jürgen Schaal hingegen bewertet Passing Ships als „etwas ganz besonderes.“ Joe Farrell spiele solistisch und klangfarblich die Hauptrolle. Klanghärten, komplexe Stimmverzahnungen und neue Rhythmen (mit Soul-Funk-Einschlag) prägten die Arrangements. Es gebe aber auch exotisierende Melodien auf Englischhorn und Altflöte. „Plantation Bag“ dürfte Hills abenteuerlichstes Bluesthema sein. „Yesterday’s Tomorrow“ sei eine humorvolle Nostalgie mit riskanten Bläserakkorden.